# Цитология и генетика

Русская версия (статьи на русском, украинском или английском)

«Цитология и генетика» — международный научный журнал по генетике, цитогенетике, молекулярной генетике, клеточной биологии, биотехнологии, от медицинской генетики до частной генетики животных и растений. Выходит один раз в два месяца в Киеве. Журнал переводится на английский язык издательством «Allerton Press, Inc.» и переиздается в Нью-Йорке. Английская версия распространяется издательством «Springer» в печатном и электронном виде.

## ISSN
- ISSN 05643783 —- печатная версия, статьи на языке оригинала (русский, украинский, английский)
- ISSN 00954527 —- печатная версия, статьи на английском языке (перевод)
- ISSN 19349440 —- электронная версия, статьи на английском языке (перевод)

## Редколлегия
- Я. Б. Блюм (главный редактор),
- А. Атанасов (Болгария),
- И. Р. Бариляк,
- У. Вобус (Германия),
- Ю. Ю. Глеба,
- А. П. Дмитриев,
- Н. А. Картель (Беларусь),
- Е. Л. Кордюм,
- В. А. Кунах,
- Н. В. Кучук (зам. главного редактора),
- Л. А. Лившиц,
- П. Малига (США),
- С. С. Малюта,
- В. В. Моргун,
- А. А. Сибирный,
- Ю. М. Сиволап,
- А. А. Созинов (зам. главного редактора),
- А. Ф. Стельмах,
- Р. С. Стойко,
- Т. К. Терновская,
- Дж. Федак (Канада),
- В. К. Шумный (Россия),
- М. С. Федюк (ответственный секретарь)

## Контакты
Почтовый адрес: 

Редакция журнала «Цитология и генетика»,

Институт клеточной биологии и 

генетической инженерии НАН Украины, 

ул. Заболотного, 148, 

03143 Киев-143, 

Украина
Телефон: +380 (44) 526-7109